# 班忠柏
班忠柏（1964年3月—），男，壮族，广西田东人，中华人民共和国政治人物，中国共产党党员，第十三届全国人民代表大会广西壮族自治区代表。

## 生平
2018年，班忠柏被选为广西壮族自治区出席第十三届全国人民代表大会代表，任期5年。现任广西自治区政协民族和宗教委员会主任。